# Чесволд (Делавер)
Чесволд (енгл. Cheswold) град је у Округу Кент у америчкој савезној држави Делавер. По попису становништва из 2010. у њему је живело 1.380 становника

## Демографија
| Група             | 2000.       | 2010.       |
| Белци             | 214 (68,4%) | 725 (52,5%) |
| Црнци             | 38 (12,1%)  | 465 (33,7%) |
| Азијати           | 1 (0,3%)    | 34 (2,5%)   |
| Хиспаноамериканци | 34 (10,9%)  | 64 (4,6%)   |
| Укупно            | 313         | 1.380       |